# Янбатыровка
Янбатыровка (баш. Янбатыр) — деревня в Караидельском районе Республики Башкортостан Российской Федерации. Входит в состав Подлубовского сельсовета.

## География

### Географическое положение
Расстояние до:
- районного центра (Караидель): 71 км,
- центра сельсовета (Подлубово): 16 км,
- ближайшей ж/д станции (Щучье Озеро): 121 км.

## Население
| 2002 | 2009 | 2010 |
| ---- | ---- | ---- |
| 33   | ↘30  | ↘29  |

Национальный состав
Согласно переписи 2002 года, преобладающая национальность — марийцы (88 %).